# Gerhard Brandes (Künstler)

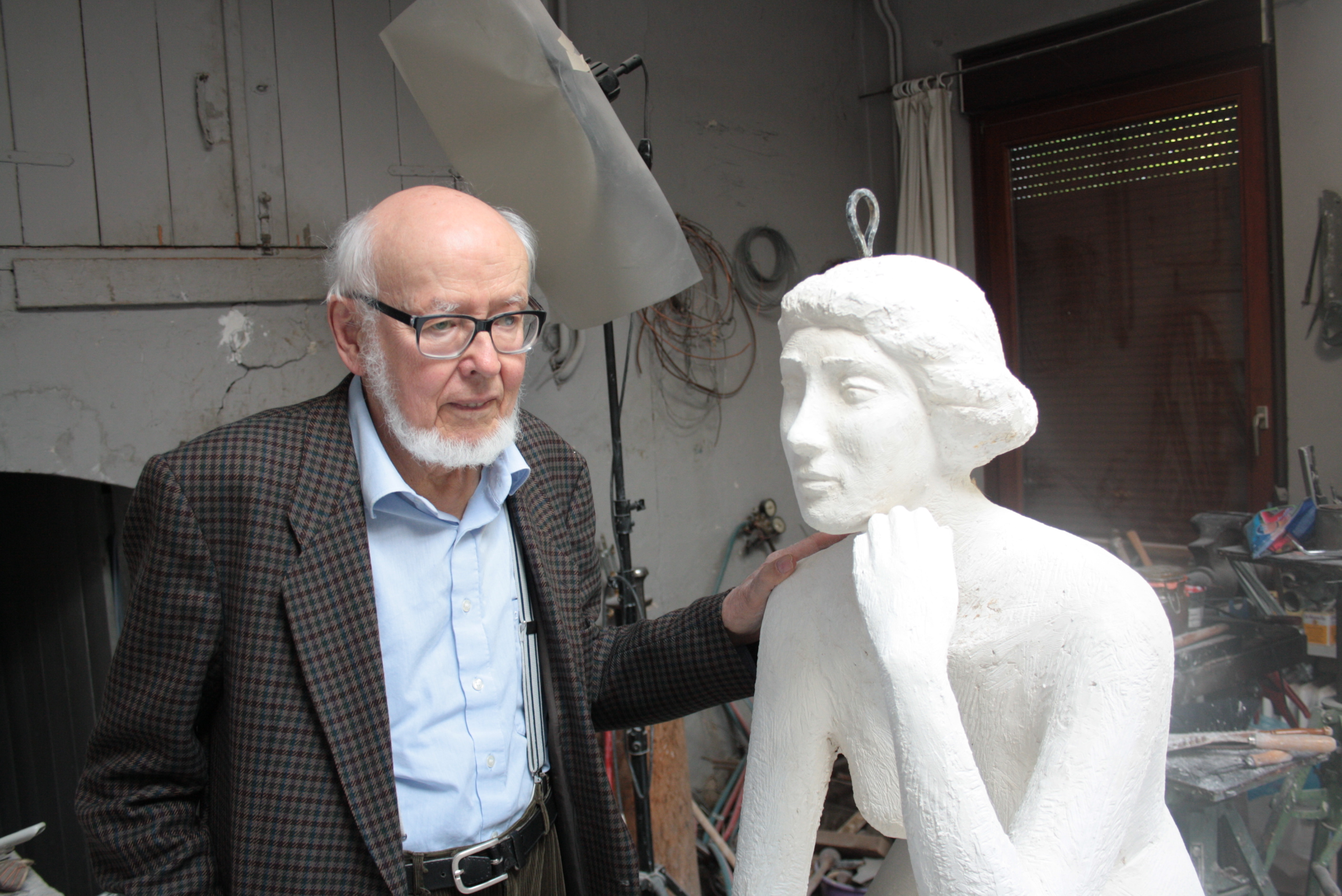
Bildhauer Gerhard Brandes 2011 in seinem Atelier

Gerhard Brandes (* 7. Juli 1923 in Frankfurt an der Oder; † 10. Juli 2013 in Groß Flottbek in Hamburg) war ein deutscher Bildhauer.

## Leben und Werk
Brandes studierte zunächst in Berlin und als Meisterschüler in Wien. Ab 1949 studierte er bei Edwin Scharff und Gerhard Marcks an der Hochschule für bildende Künste Hamburg. Ab 1976 bis zur Emeritierung war Brandes Dozent an der Fachhochschule für Gestaltung in Hamburg.
Brandes lebte und arbeitete bis in sein neunzigstes Lebensjahr in Hamburg, wo sich zahlreiche seiner Werke im öffentlichen Raum finden. Darunter ist die Skulptur Maritim aus getriebenem Kupfer, die seit 1965 auf dem Altonaer Balkon nahe dem Altonaer Rathaus steht.
Brandes’ Neffe ist der in Italien lebende Maler Matthias Brandes. Die Grabstätte Gerhard Brandes’ befindet sich auf dem Friedhof Blankenese.

## Werke (Auswahl)

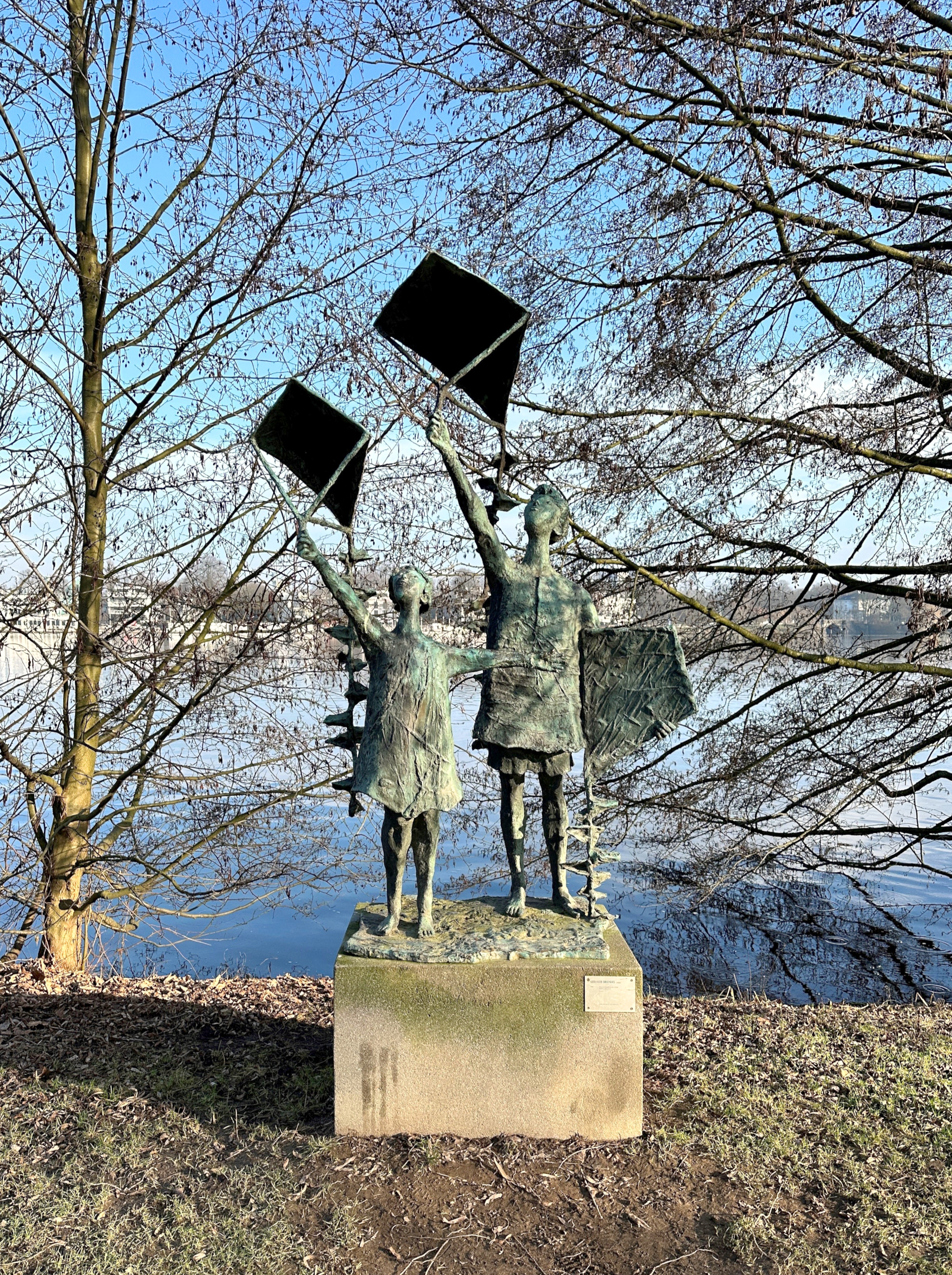
Drachen steigen (1963)
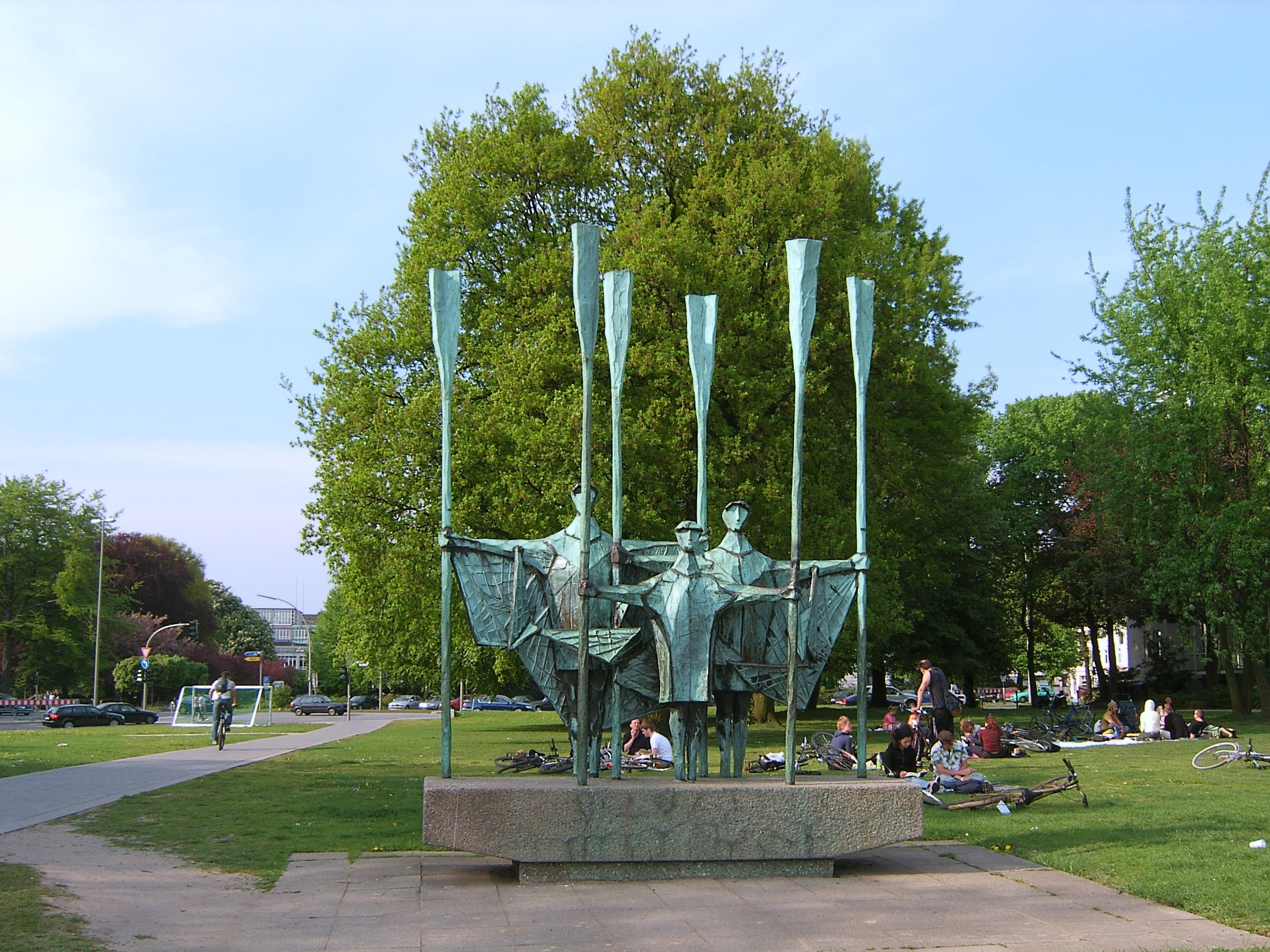
Maritim (1965)
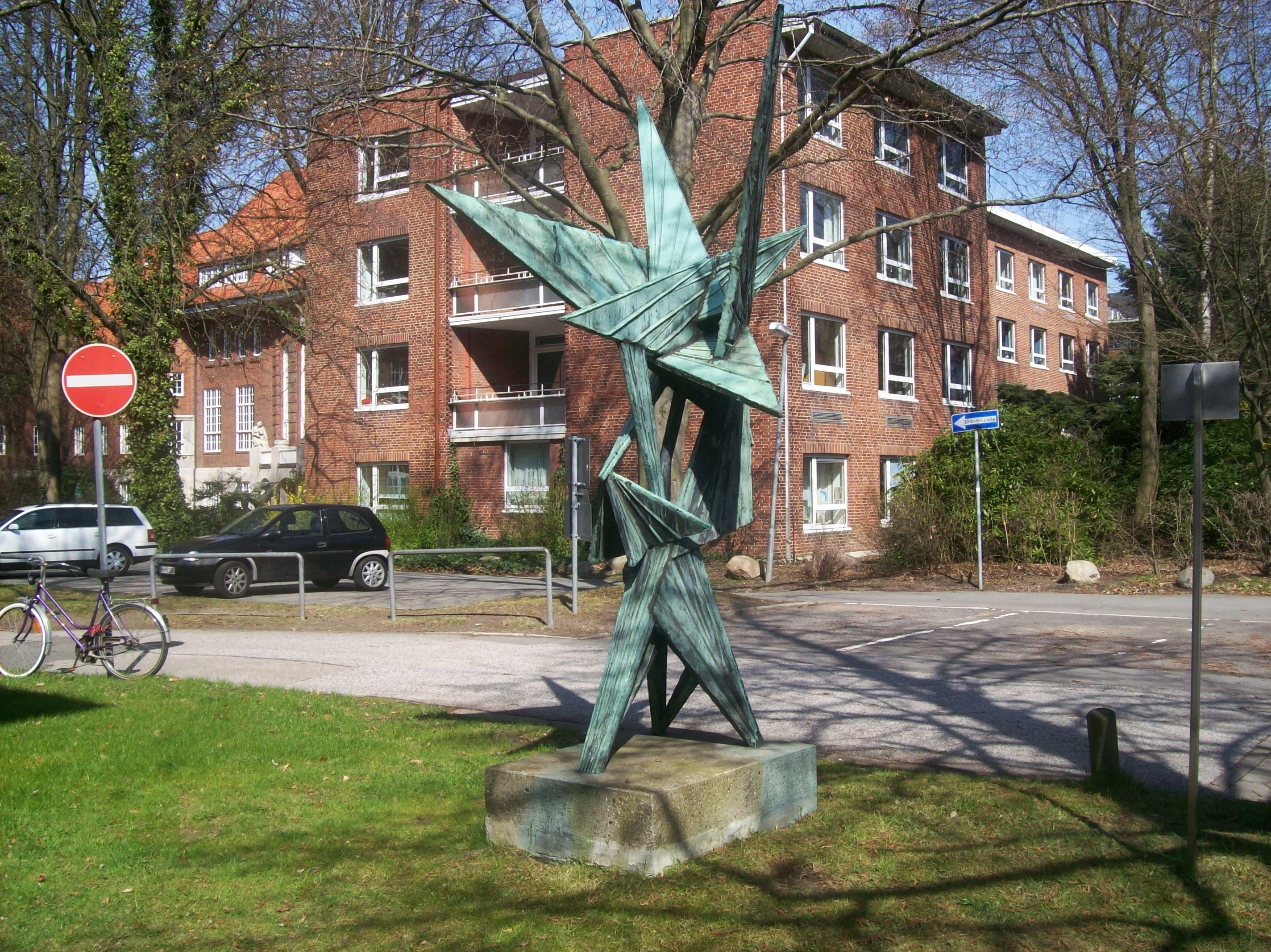
Phönix (1965). Universitätsklinikum HH-Eppendorf
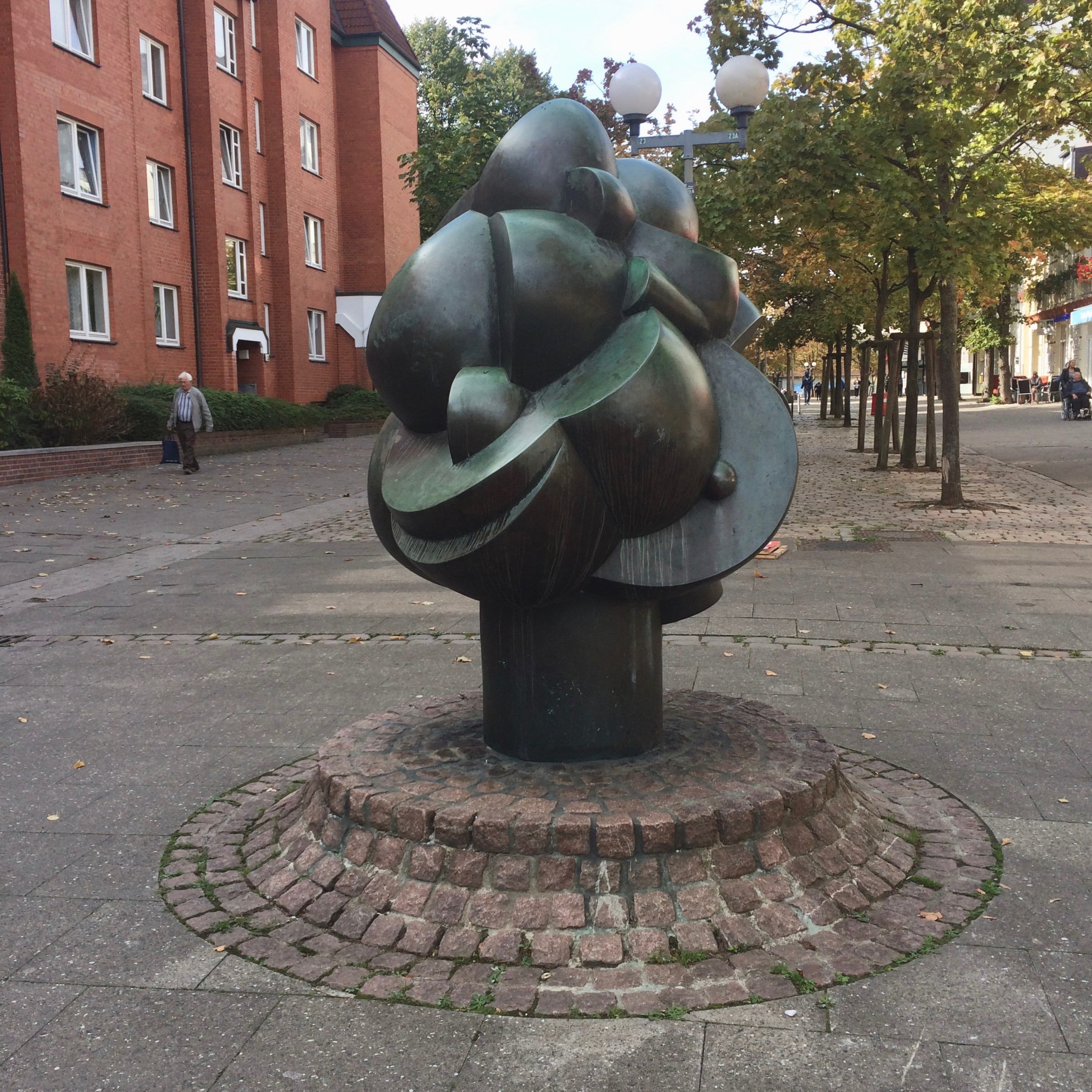
Lebensbaum (1985), Bronze. Hamburg-Billstedt

- Dädalus und Ikarus (1959), Wandrelief im Gymnasium Athenaeum in Stade
- Drachen steigen (1963), am westlichen Ufer der Alster beim Fährdamm
- Spielende Kinder in Hamburg-Lurup, Ückerstraße[3]
- Auffliegende Reiher (1967) in Hamburg-Wilhelmsburg, Schwentnerring[4]
- Läufergruppe (1963) in Hamburg-Jenfeld, Jenfelder Straße[4]
- Fischer in Hamburg-Neuallermöhe, Grachtenplatz
- Fischhändler und Marktfrau beim Altonaer Fischmarkt in Altona-Altstadt
- Ziehende Kraniche (1970) in Hamburg-Osdorf (Osdorfer Born), Kroonhorst[5]
- Aufsteigende Form (1970), Technische Hochschule Lübeck[6]
- Ballspieler (1974), in Hamburg-Lurup, Ueckerstraße,[7][8]
- Morgenstunde (1982) in Hamburg-Neustadt, Neuer Steinweg 16[9]
- Drei Kraniche = Fest der Vögel (1984) in Hamburg-Volksdorf, Tunnkoppelstieg (Spielplatz Innenhof)[10][11]
- Hamburger Venus (1986), in Hamburg-Alsterdorf, Hindenburgstraße 125 a–f,[12]
- Rummelpott (1992) in Hamburg-Bramfeld, Haidlandsring 22[13]
- Adam und Eva (1999) in Hamburg-Rahlstedt, Boltenhagener Straße 10–12, Ortsteil Oldenfelde[14]
- Jugend (2011) in Hamburg-Farmsen-Berne, Buchnerweg 25[15]